# Pulau Langkawi

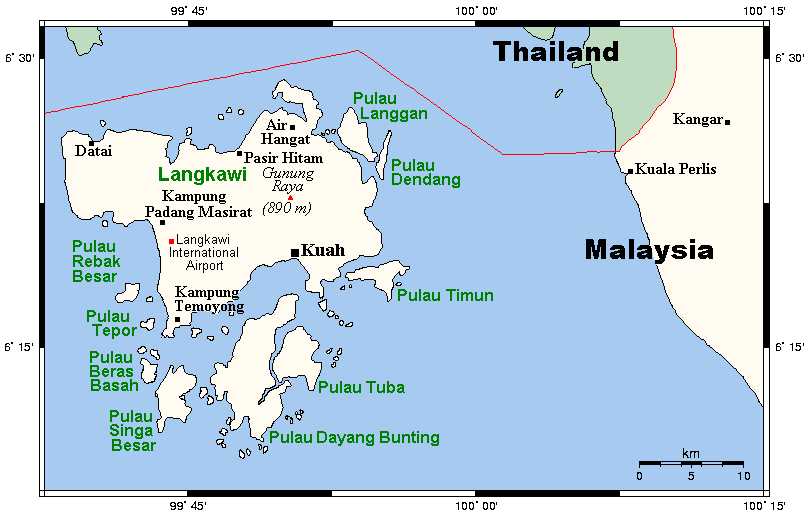

Pulau Langkawi ist die Hauptinsel und zugleich der Name einer Inselgruppe von rund 100 Kalksteininseln vor der Nordwestküste von Malaysia.

## Geographie
Pulau Langkawi liegt im nördlichen Bereich der Straße von Malakka, wo diese sich zur Andamanensee öffnet, nahe der Grenze zwischen Malaysia und Thailand. Wenige Kilometer entfernt liegt im Norden die thailändische Nachbarinsel Ko Tarutao. Langkawi gehört innerhalb Malaysias zum Bundesstaat und Sultanat Kedah. Hauptort der Insel ist Kuah.
Die gesamte Langkawi-Inselgruppe hat eine Fläche von 478 km², wobei die Hauptinsel Pulau Langkawi eine Größe von 320 km² aufweist. Deren Nord-Süd-Ausdehnung ist mit 25 Kilometern etwas geringer als deren Ost-West-Ausdehnung. Das Inselinnere besteht aus Kalksteinhügeln, deren höchste Erhebung der Gunung Raya mit 890 Metern ist. Etwa zwei Drittel der Insel ist mit tropischem Regenwald bedeckt.

### Klima
Das Klima wird durch den Monsun geprägt und ist daher ganzjährig heiß und feucht. Im Gegensatz zur Ostküste Malaysias gibt es aber keine „echte“ Regenzeit. Die feuchteste Saison liegt in der Zeit zwischen August und November. Die Temperaturen steigen in der Regel tagsüber auf über 30 °C und fallen auch nachts nur selten unter 20 °C.
|                       | Jan  | Feb  | Mär  | Apr   | Mai   | Jun   | Jul   | Aug   | Sep   | Okt   | Nov   | Dez  |   |      |
| Mittl. Tagesmax. (°C) | 33,0 | 33,2 | 33,0 | 32,3  | 31,7  | 31,5  | 31,1  | 30,8  | 30,6  | 30,7  | 31,3  | 31,5 | ⌀ | 31,7 |
| Mittl. Tagesmin. (°C) | 24,3 | 24,3 | 24,7 | 25,0  | 25,2  | 24,9  | 24,6  | 24,6  | 24,4  | 24,3  | 24,5  | 24,3 | ⌀ | 24,6 |
|                       |      |      |      |       |       |       |       |       |       |       |       |      |   |      |
| Niederschlag (mm)     | 19,2 | 34,4 | 99,1 | 191,1 | 210,5 | 250,4 | 267,0 | 326,3 | 335,3 | 362,9 | 192,6 | 56,2 | Σ | 2345 |
|                       |      |      |      |       |       |       |       |       |       |       |       |      |   |      |
| Regentage (d)         | 2    | 3    | 7    | 12    | 15    | 14    | 15    | 17    | 18    | 19    | 13    | 5    | Σ | 140  |
|                       |      |      |      |       |       |       |       |       |       |       |       |      |   |      |
| Wassertemperatur (°C) | 28,2 | 29,0 | 29,4 | 30,2  | 30,5  | 30,1  | 30,1  | 29,5  | 29,4  | 29,6  | 29,4  | 28,8 | ⌀ | 29,5 |

| 24,3 |

| 24,3 |

| 24,7 |

| 25,0 |

| 25,2 |

| 24,9 |

| 24,6 |

| 24,6 |

| 24,4 |

| 24,3 |

| 24,5 |

| 24,3 |

| 24,3 |

| 24,3 |

| 24,7 |

| 25,0 |

| 25,2 |

| 24,9 |

| 24,6 |

| 24,6 |

| 24,4 |

| 24,3 |

| 24,5 |

| 24,3 |

### Bevölkerung
Die Bumiputras (Söhne und Töchter der Erde) bilden mit Mehrheit die muslimische, malaiische Hauptbevölkerung Langkawis. Neben ihnen gibt es noch drei kleinere Bevölkerungsgruppen: Chinesen, deren Vorfahren von den ehemaligen englischen Kolonialherren ins Land geholt wurden, sowie Inder und Thai.
An der Südküste gibt es Siedlungen der so genannten „Seezigeuner“, der Orang Laut (Menschen des Meeres, vgl. Moken).
Im Inselinnern nördlich des Flughafens gibt es ein Grabmal einer malaiischen Prinzessin: Mahkam Masuri. Sie wurde Opfer eines Liebesdramas. Als die Dame ermordet wurde, soll sie sterbend die Insel für sieben Generationen verflucht haben. Das soll bis in das 20. Jahrhundert gegolten haben. Schönes, interessantes Grabmal aus weißem Stein, Pilgerort verlassener Ehefrauen.

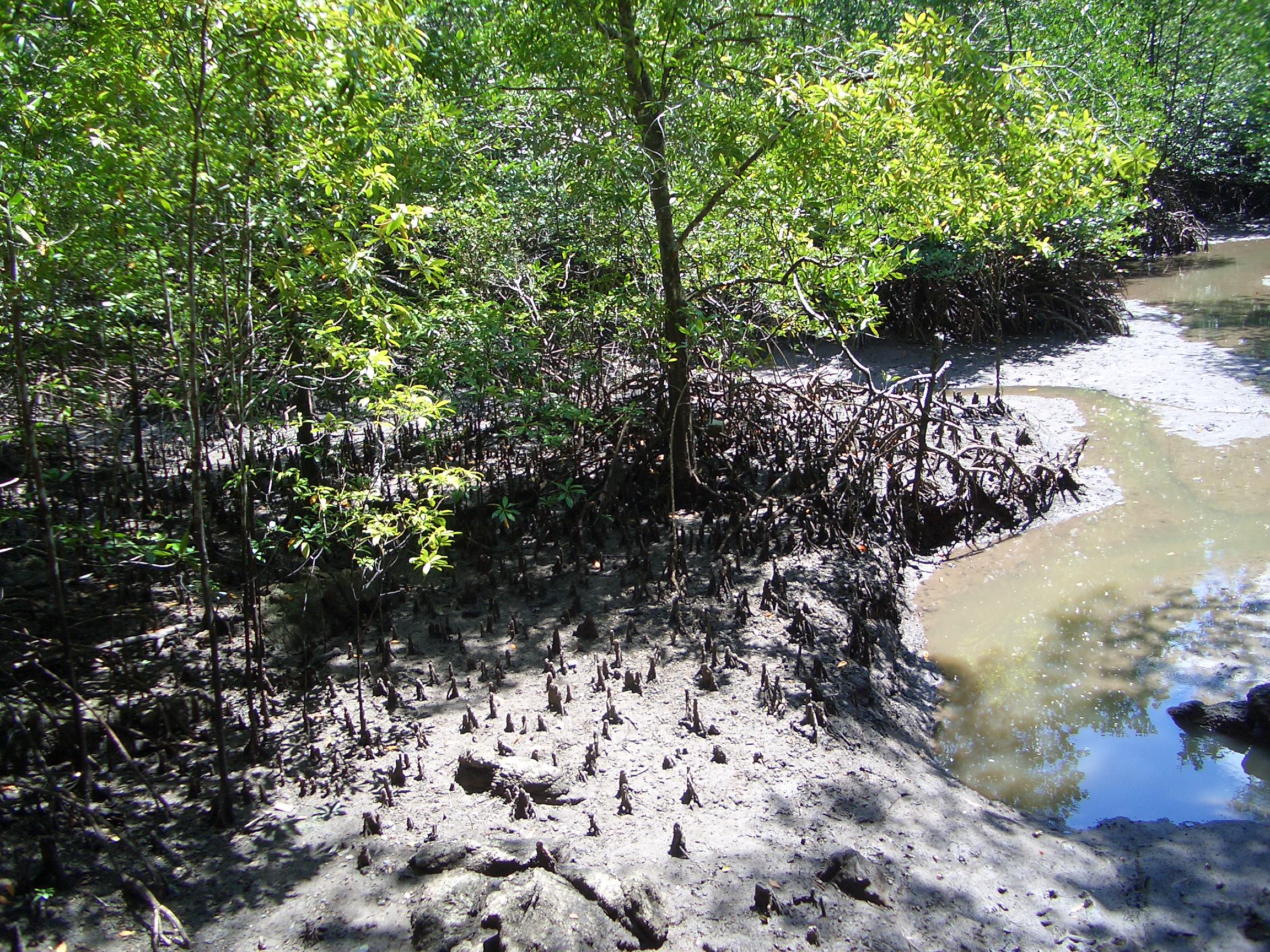
Mangroven

## Wirtschaft

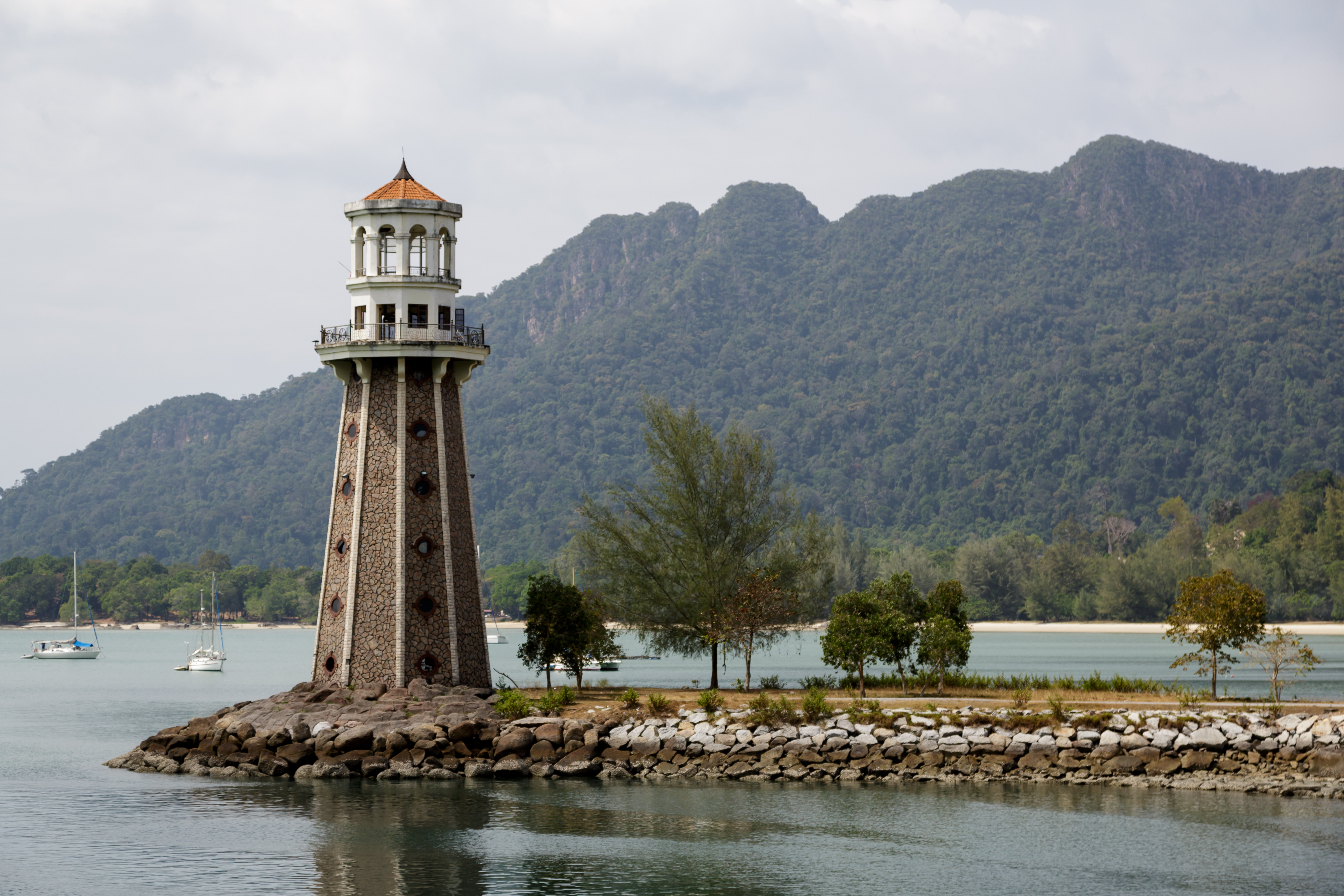
Leuchtturm von Pantai Kok an der Südwestküste

Langkawi ist wie Labuan vor Brunei eine Freihandelszone. Während an den Küsten der Tourismus der bestimmende Wirtschaftszweig ist, ist das Inselinnere landwirtschaftlich geprägt (Reisanbau u. a.).
Eine der größten Veranstaltungen auf Langkawi ist die LIMA, eine Militärausstellung für Schiffe und Flugzeuge. Diese findet jedes zweite Jahr (ungeraden Jahreszahlen) statt. Staaten aus aller Welt können hier der malaysischen Regierung Rüstungsprojekte anbieten. Das Handelsvolumen geht in die Milliarden.

### Verkehr
Vom Hauptort Kuah aus bestehen Fährverbindungen nach Satun in Süd-Thailand, zur Insel Pulau Penang, nach Kuala Kedah, von wo aus man in etwa 20 Minuten nach Alor Setar, der Hauptstadt Kedahs, gelangt und nach Kuala Perlis im nordwestlichsten malaysischen Bundesstaat Perlis. Seit September 2013 verbindet eine neue Fähre das Kuala Perlis Ferry Terminal mit dem Bootssteg Tanjung Lembong auf Langkawi. Von im Nordwesten der Insel gelegenen Hafen Telaga gibt es eine weitere Fährverbindung zur thailändischen Insel Ko Lipe (November bis Mai). Der Langkawi International Airport liegt an der Westküste, der Lastenhafen von Telok Ewa mit einem Zementwerk an der Nordküste. Die gesamte Insel ist mit einem gut ausgebauten Straßennetz erschlossen.

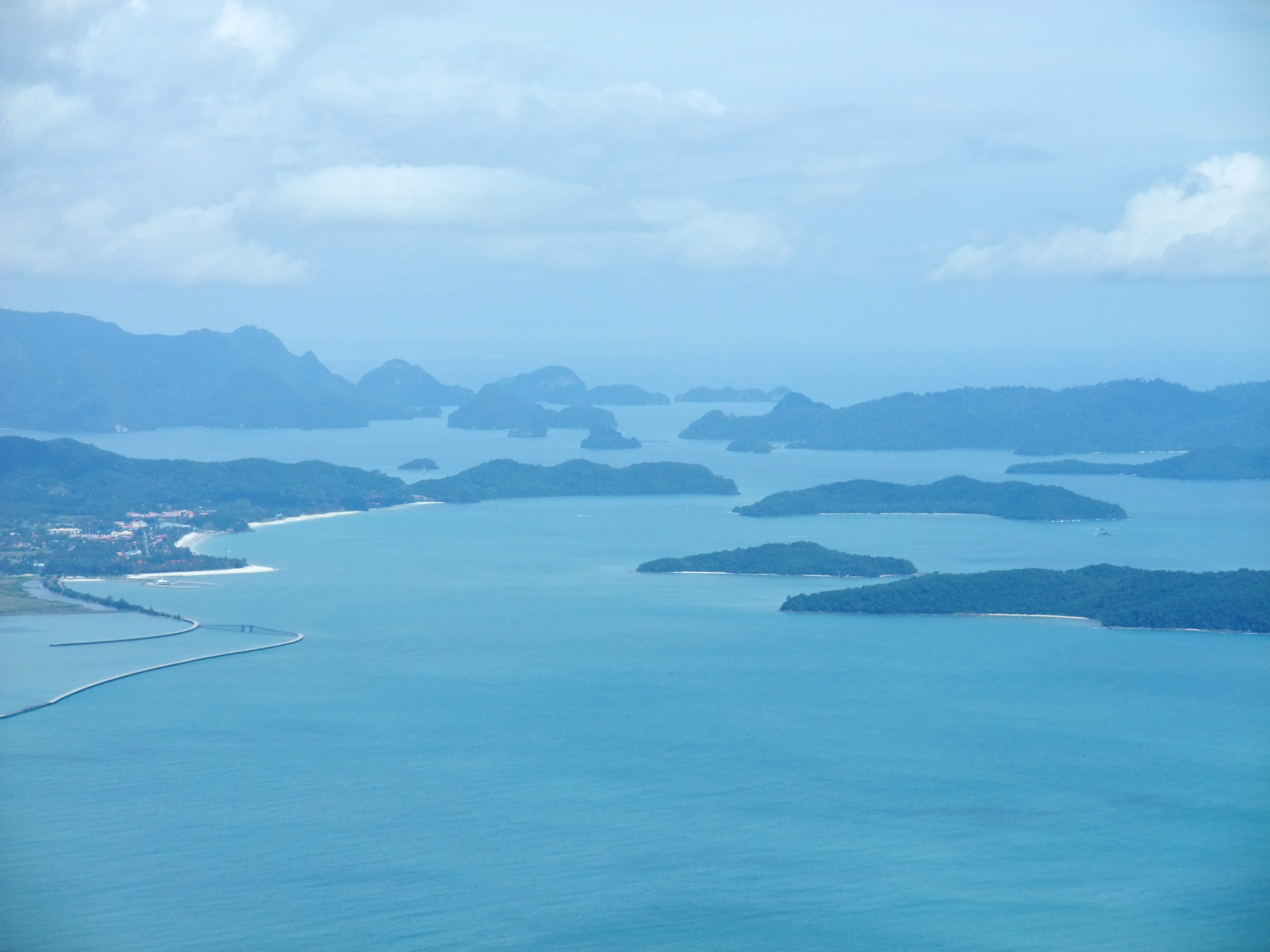
Nebeninseln vor Langkawi

### Tourismus
Die Insel wurde in das 70 staatliche Entwicklungs-Projekte umfassende Programm „Wawasan 2020“ („Vision 2020“) eingebunden. Damit sollte Malaysia im Zeitraum von 1990 bis zum Jahre 2020 unter die vollentwickelten Industrienationen geführt werden. Auf Langkawi galt das Hauptaugenmerk der Entwicklung einer international konkurrenzfähigen Tourismus-Branche, die bereits seinerzeit der Haupterwerbszweig auf der Insel war. Große malaysische Unternehmensgruppen wurden vom Staat mit Steuerermäßigung ermutigt und mit Auflagen und Gesetzen angehalten, ihren Angestellten ein Ferien-Refugium in einer Hotelanlage auf Langkawi zur Verfügung zu stellen.
Die Regierung von Malaysia bemüht sich zudem mit dem Programm „Malaysia, My Second Home“ vor allem auch Rentner aus westlichen Staaten als Dauergäste zu gewinnen, wobei die Aufenthaltserlaubnis ausdrücklich eine Arbeitserlaubnis ausschließt.
Zwar hatte Langkawi durch den Tsunami am 26. Dezember 2004 nur ein Todesopfer zu beklagen, die Stornoquote betrug dennoch 95 % aller Buchungen. Von Oktober 2003 bis März 2006 unterhielt Malaysia Airlines einen Direktflug mit einer Boeing 747 aus London, der aber wegen steigender Treibstoffpreise und mangels Auslastung wieder aufgelassen wurde. Ende 2006 wirkte Langkawi immer noch beeinträchtigt. Entlang der Westküste waren verlassene, teils schwer beschädigte ehemalige Hotelanlagen zu sehen. Auch öffentliche Strände wirkten dort nach wie vor unaufgeräumt.

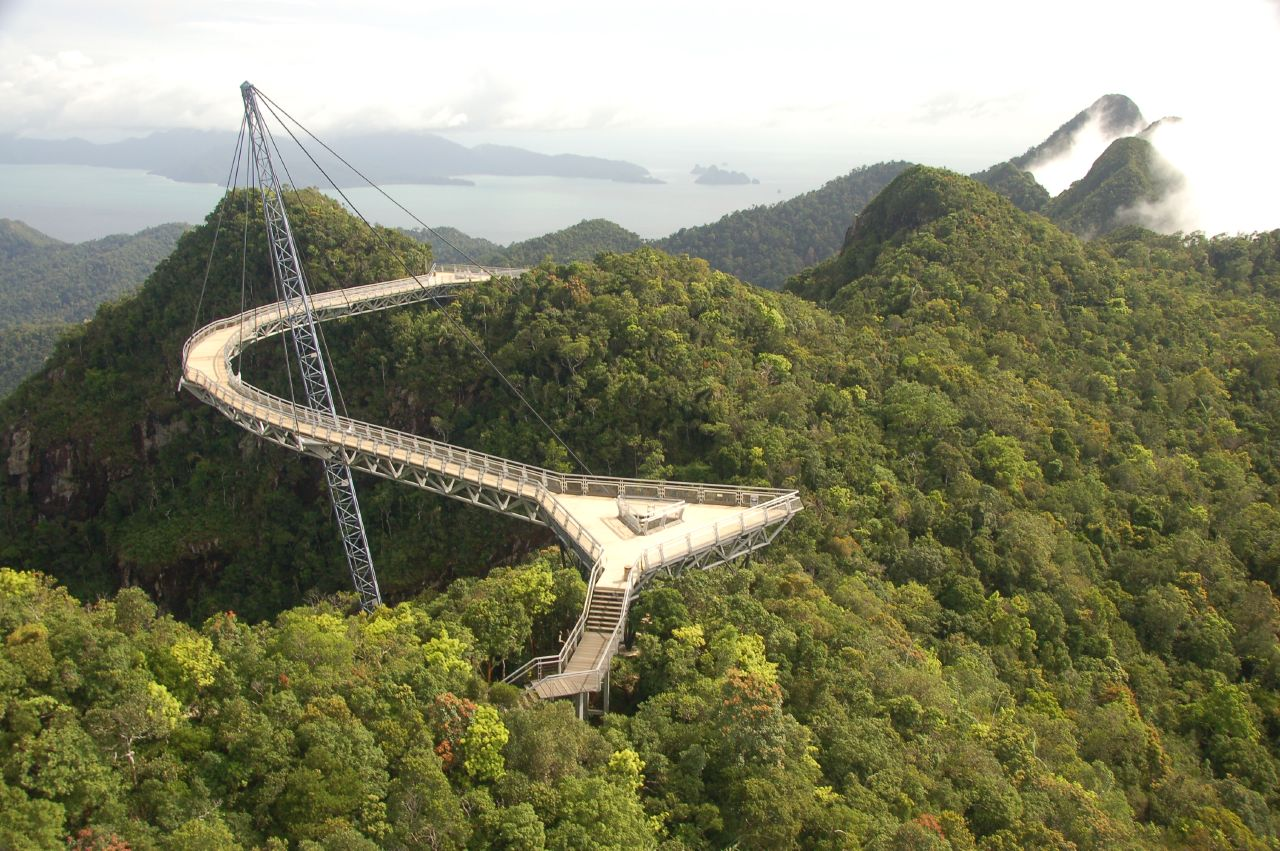
Die Langkawi Sky Bridge

Zu den touristischen Sehenswürdigkeiten Langkawis zählen der Schwarzsand-Strand im Norden (Pasir Hitham), das Mangroven-Sumpfgebiet an der Ostküste der Insel und die Südostküste, die vor allem bei Urlaubern, insbesondere Hochzeitsreisenden aus Malaysia beliebt ist. Auf der Landspitze im Südosten können Affen beobachtet werden. Nahe Kuah im Südosten Langkawis ist die vorgelagerte Insel Dayang Bunting (Insel der schwangeren Jungfrau, die Bergkette erinnert in der Kontur entfernt daran) mit Longtail-Booten, ehemaligen Fischerbooten erreichbar. Die Insel Pulau Payar bietet Möglichkeiten zum Sporttauchen oder Schnorcheln und ist mit einer Fähre erreichbar. Die meisten Resorts und Hotels liegen entlang den Stränden der Westküste.
Im Jahr 2005 wurde im Westen der Hauptinsel die Langkawi Sky-Bridge eröffnet. Diese Hängebrücke auf dem Mount Mat Cincang bietet in 687 Metern Höhe über dem Meeresspiegel einen beeindruckenden Ausblick über die Andamanensee. Erreicht wird die Fußgängerbrücke sowie zwei Aussichtsplattformen auf dem Berggipfel mit einer etwa 15-minütigen Seilbahnfahrt, die ihren Ausgangspunkt in dem künstlich angelegten Tourismusdorf Oriental Village hat.

#### Sport und Freizeit
Auf Langkawi wird seit 2000 meistens jährlich der Ironman Malaysia ausgetragen. Bei diesem Triathlon über die Ironman-Distanz sind für die Athleten 3,86 km Schwimmen, 180,2 km Radfahren, 42,195 km Laufen zu bewältigen.